# Virtuality – Killer im System
Virtuality – Killer im System ist ein Science-Fiction-Fernsehfilm, geschrieben von Ronald D. Moore und Michael Taylor. Er wurde am 26. Juni 2009 vom US-amerikanischen Sender-Network Fox ausgestrahlt.
Der von Peter Berg inszenierte Film war ursprünglich als Pilotfolge einer gleichnamigen Fernsehserie produziert worden, die Serie wurde dann jedoch vom Sender Fox nicht in Auftrag gegeben. Noch im selben Jahr wurde der Film auch auf DVD veröffentlicht.

## Handlung
Die zwölf Besatzungsmitglieder des ersten interstellaren Raumschiffes, der Phaeton, befinden sich auf einer Reise zu einem anderen Sonnensystem. Um die lange Reisezeit besser überstehen zu können, steht der Besatzung Technologie zur Verfügung, mit der sie sich virtuelle Realitäten erschaffen können, um sich in diese zurückzuziehen.
Die Erlebnisse der Besatzung werden für die Reality-Fernsehshow The Edge of Never aufgezeichnet und zur Erde gestrahlt. So stehen die Astronauten fast rund um die Uhr unter Kamera-Beobachtung und geben regelmäßige Berichte für die Zuschauer ab.

## Widmung
Im Abspann wird der Film der im Mai 2009 verstorbenen NBC-Verantwortlichen Nora O’Brien gewidmet.

## Ausstrahlung
Der Fernsehfilm wurde in den USA am Freitag, den 26. Juni 2009 um 20 Uhr auf dem Fox-Netzwerk ausgestrahlt, dem Zeitfenster das inoffiziell oft auch als „Death slot“ (Todes-Programmplatz) bezeichnet wird. Es schalteten nur 1,8 Millionen Zuschauer ein, was eine Einschaltquote von 0,5 % (Rating) bzw. 2 % (Share) (siehe Nielsen Ratings) in der erwachsenen Zielgruppe der 18–49-Jährigen ergab. Fox lag somit mit seinen Zuschauerzahlen hinter den Sendern ABC, NBC und CBS zurück.

## DVD-Veröffentlichungen
Virtuality erschien am 27. Oktober 2009 in den Vereinigten Staaten und am 11. Juni 2010 in Deutschland.